# Patrick Mendy
Patrick Mendy (født 26. september 1990) er en gambisk-britisk professionel bokser, der konkurrerer i supermellemvægt og bor i Maidenhead i Berkshire.
Han fik sin debut som professionel boxer den 6. marts 2009 imod Travis Dickinson og tabte på point. Han tabte også sin næste kamp også mod Tobias Webb på point, hvor begge hans modstandere var debutanter. Han blev valgt som en kæmper for den 13. serie af Prizefighter, hvor han endte med at vinde konkurrencen. Han var også den yngste kæmper nogensinde, der deltog i konkurrencen i en alder af 19 år.
Den 20. juli 2013 boksede han uafgjort mod russiske Dmitry Chudinov på Wembley Arena, Wembley i London.
Hans støre sejr i karrieren var mod svenske Oscar Ahlin som han slog enstemmig afgørelse efter 8. omgange på hans hjemmebane i Stockholm den 23. april 2016.
Udover dette har han bokset og tabt til bemærkelsesværdige navne som Kenny Anderson, Bradley Pryce, Callum Smith, Arif Magomedov, Hassan N'Dam N'Jikam samt danskerne Patrick Nielsen den 9. februar 2013 i Esbjerg og Lolenga Mock den 4. juni 2016 på Frederiksberg.